# Peder Balke

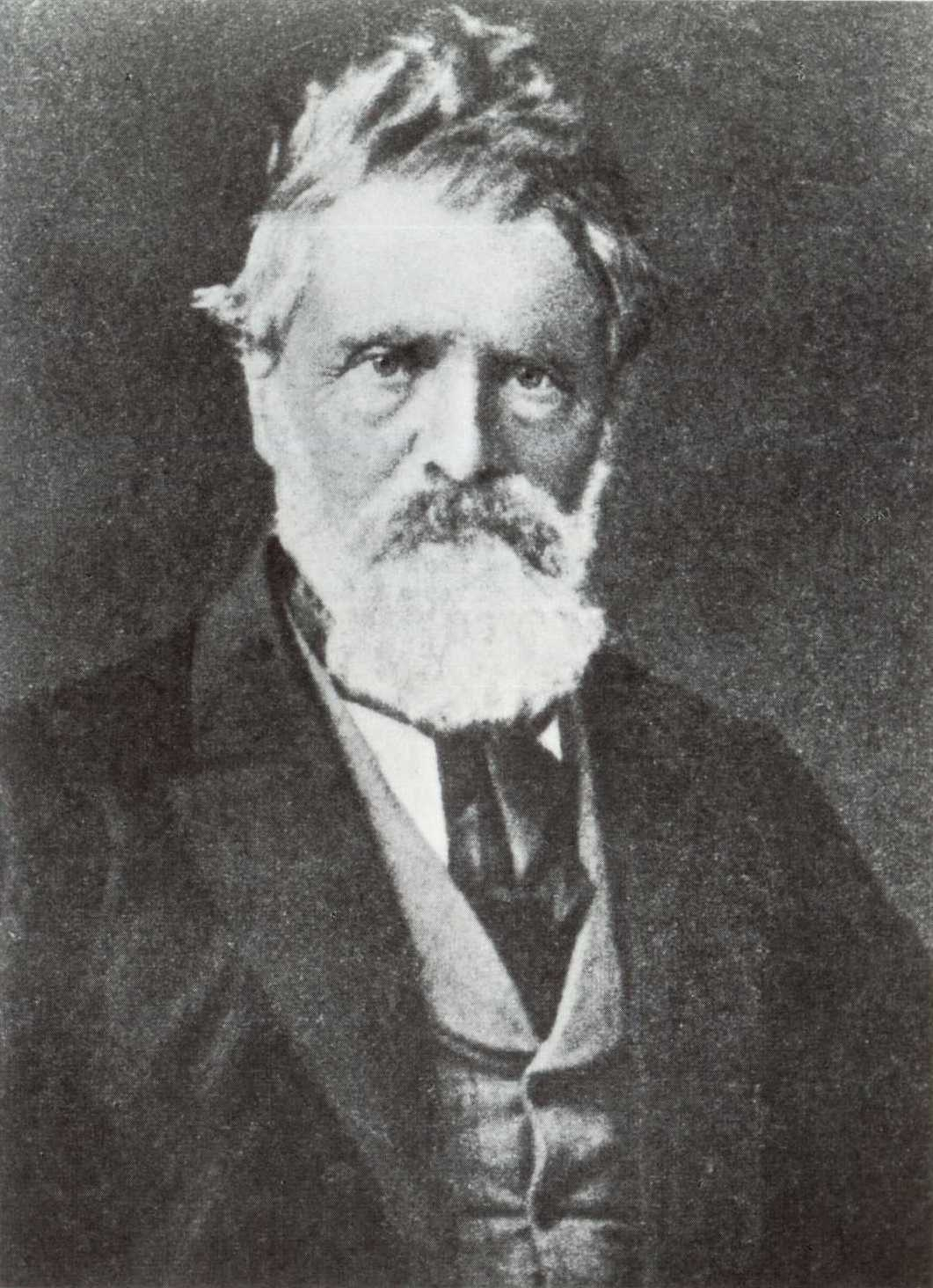
Peder Balke

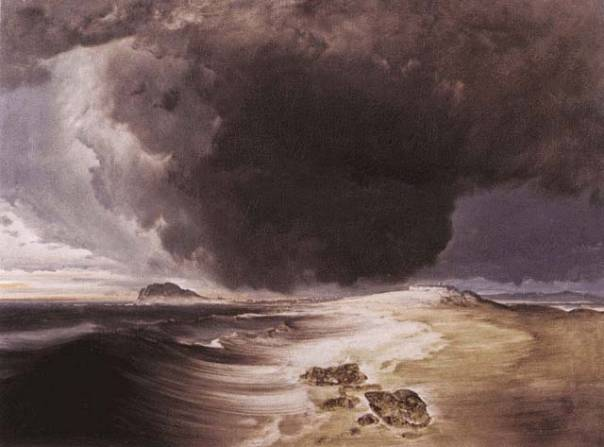

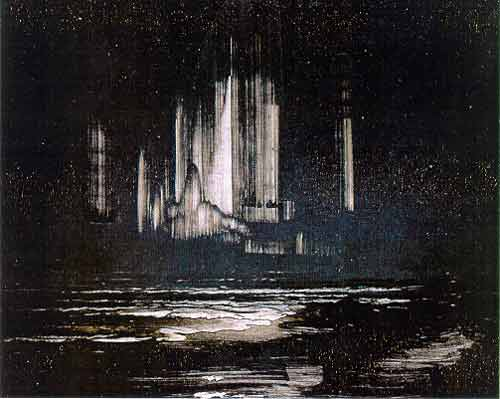

Peder Balke (4. November 1804 in Nes – 15. Februar 1887 in Christiania) war ein norwegischer Landschaftsmaler und sozialpolitischer Aktivist.

## Leben
1827 entzog er sich dem seinerzeit landlosen jungen Männern auferlegten Wehrdienst, indem er nach Christiania übersiedelte. Von 1827 bis 1829 war er Schüler an der Königlichen Zeichenschule in Christiania. Außerdem war er als Anstreicher und Dekorationsmaler tätig.
1829 bis 1833 war er Schüler von Carl Johan Fahlcrantz an der Kunstakademie in Stockholm. Im Sommer 1830 unternahm er weite Wanderungen durch Norwegen, während der er zahlreiche Skizzen zeichnete. Im April 1832 brach er auf eine Nordlandreise auf, auf der er von Trondheim bis ans Nordkap reiste. Die Reise dorthin war von starken Unwettern geprägt, die ihn nach seiner Reise zu dramatischen Sturm- und Schiffsbruchmotiven inspirierten.
Im November 1835 reiste er nach Deutschland. 1836 hielt er sich mehrere Monate bei dem norwegischen Landschaftsmaler Johan Christian Dahl in Dresden auf; er reiste in dieser Zeit auch nach Berlin, um die Werke von Caspar David Friedrich zu studieren, bevor er dann nach Norwegen zurückkehrte. 1841 verbrachte Balke drei Wochen in St. Petersburg.
1842 reichte er beim norwegischen Storting erfolgreich den Vorschlag ein, Künstlern Stipendien zu verleihen. Balke erhielt selbst ein Stipendium aus der norwegischen Staatskasse und konnte dadurch für ein Jahr zu J. C. Dahl und Caspar David Friedrich nach Dresden reisen. 1844 kehrte er nach Norwegen zurück, um das Land gemeinsam mit J. C. Dahl zu bereisen.
Von 1849 bis 1850 lebte Balke mit seiner Familie in London.

## Soziales Engagement
Balkes künstlerisches Schaffen wurde zu seinen Lebzeiten kaum geschätzt. Er widmete sich ab den 1850er Jahren vor allem politischen und sozialen Fragestellungen. 1851 schlug er dem norwegischen Storting vor, eine Rentenkasse für Arbeiter und Witwen- und Invalidenrente einzuführen. Die Vorschläge wurde 1869 und 1873 erfolglos wiederholt. Des Weiteren beschäftigte Balke sich mit der Wasserversorgung der Stadtbevölkerung, dem Eisenbahnverkehr sowie den Schiffs- und Handelsinteressen in Christiania.
1855 erwarb er ein großes Grundstück nördlich von Christiania, auf dem er einen neuen Stadtteil für Arbeiter errichtete. Er nannte das Viertel Kunstnerlund, allerdings etablierte sich die Bezeichnung Balkeby. 1865 lebten bereits 300 Menschen in Balkeby, 1878 wurde Balkeby als Stadtteil Christianias eingegliedert. Der Stadtteil, wie Peder Balke ihn geplant hatte, wurde 1879 bei einem Großbrand zerstört; darunter auch Peder Balkes eigenes Haus. Im selben Jahr erlitt er einen Schlaganfall. 1887 starb er als verschuldeter Mann, dessen künstlerisches Wirken schon zu seinen Lebzeiten in Vergessenheit geraten war. Erst Mitte des 20. Jahrhunderts wurden seine Gemälde wiederentdeckt. Gerade das Unakademische seiner Arbeiten und seine experimentelle Technik erfuhren eine hohe Wertschätzung.

## Künstlerisches Werk
Balke malte hauptsächlich See- und Küstenmotive in einer für damalige Verhältnisse sehr reduzierten Farbwahl.
26 Skizzen von Balke befinden sich heute im Musée du Louvre. 17 Gemälde befinden sich in der norwegischen Nationalgalerie in Oslo.